# Cultura de Zambia

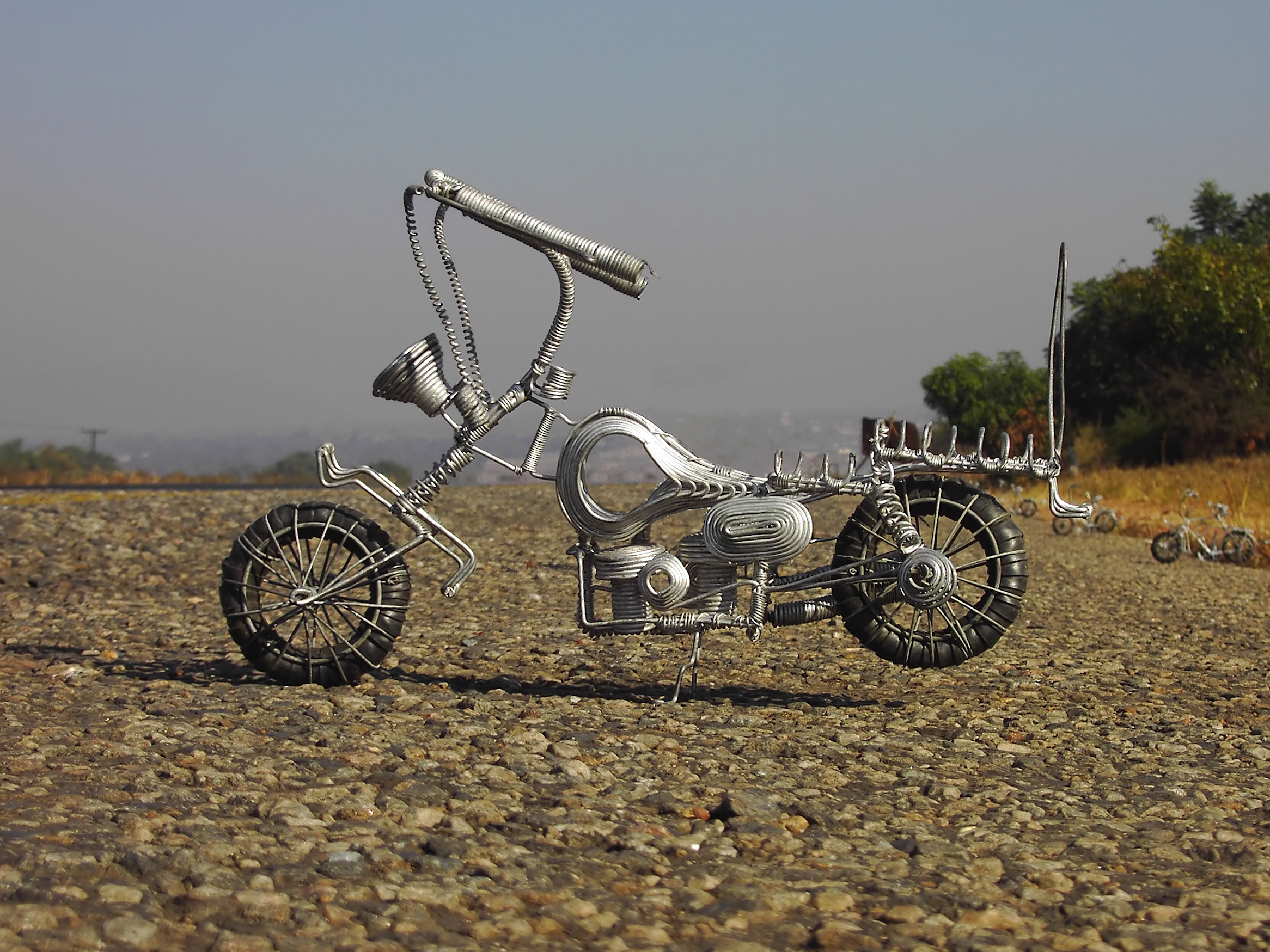
Trabajo en alambre en Kitwe

La cultura de Zambia es la tradicional del pueblo Bantú, con influencia europea.
Antes de la fundación del país actual, la población habitaba en tribus independientes, cada una de ellas con un modo de vida y una gestión diferente. Uno de los resultados de la era colonial fue el crecimiento de las zonas urbanas, de modo que grupos étnicos diversos confluyeron y comenzaron a vivir juntos en pueblos y ciudades, influenciándose entre sí y adoptando cierta cultura europea.

## Artesanía
Las artes tradicionales quedan patentes en cerámica, cestería (ver Tonga baskets), tejidos, alfombras, tallas de madera y  marfil,artesanías de alambre y cobre, etc.

## Gastronomía

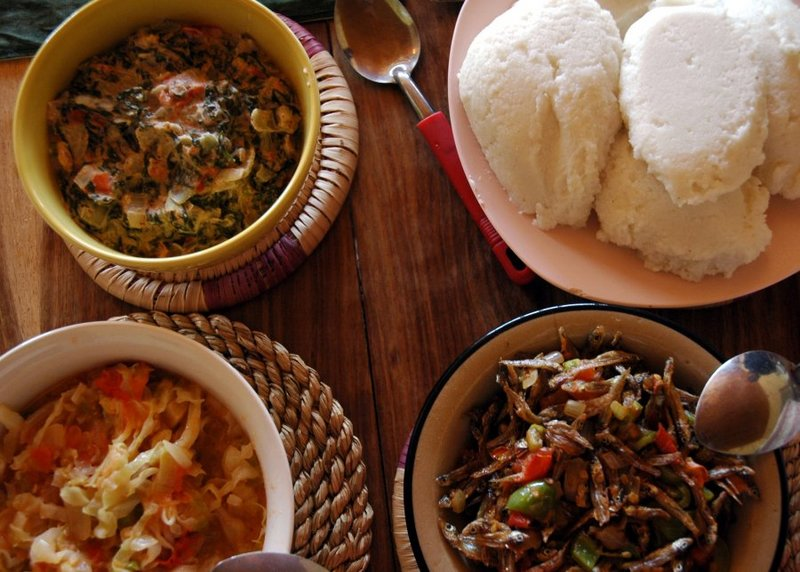
Nshima (arriba a la derecha) con acompañantes

La dieta básica zambiana se basa en el maíz, comido normalmente en forma de sopa espesa llamada nshima (palabra Nyanja), preparada con harina de maíz y acompañada de verduras, frijoles, carne, pescado o leche agria, dependiendo del lugar. La nshima se prepara también a partir de la cassava.

## Festivales
La tradición es aún muy visible a través de las ceremonias tradicionales anuales del país. Algunas de las más conocidas son las desarrolladas en los festivales de Kuomboka y Kathanga (provincia del oeste), el de Mutomboko (provincia de Luapula), Ncwala (provincia del este), Lwiindi y Shimunenga (en la provincia del sur), Likumbi Lyamize (noroeste), Chibwela Kumushi (central) y el de Ukusefya Pa Ng’wena (provincia norte).

## Música
La mayor parte de la música tradicional de Zambia se basa en percusión, principalmente con tambores acompañados por mucho cante y danzas. En las áreas urbanas, géneros musicales extranjeros, como el Soukous congoleño, el reggae jamaicano y la música afroamericana se oyen continuamente. En la década de los años 1970, aparecieron artistas locales de rock psicodélico, creando un género conocido como Zamrock, algunos de los grupos más conocidos son: The Witch, The Peace o Amanaz & Chrissy Zebby Tembo.